# Carmen Blanco García
Carmen Blanco (Lugo, Galícia, 1954) és una escriptora i feminista gallega. Professora a la Universitat de Santiago de Compostel·la, coordina amb Claudio Rodríguez Fer els quaderns interculturals i llibertaris Unión Libre. Cadernos de vida e culturas i la Asociación para a Dignificación das Vítimas do Fascismo.

## Assaig
- Conversas con Carballo Calero (Vigo, Galaxia, 1989)
- Literatura galega da muller (Vigo, Xerais, 1991)
- Carballo Calero: política e cultura (Sada, Do Castro, 1991)
- Escritoras galegas (Santiago de Compostela, Compostela, 1992)
- Libros de mulleres. (Por unha bibliografía de escritoras en lingua galega: 1863-1992) (Vigo, Do Cumio, 1994)
- Nais, damas, prostitutas e feirantas (Vigo, Xerais, 1995)
- Mulleres e independencia (Sada, Do Castro, 1995)
- O contradiscurso das mulleres (Vigo, Nigra, 1995, El contradiscurso de las mujeres, Vigo, Nigra, 1997)
- Luz Pozo Garza: a ave do norte (Ourense, Linteo, 2002)
- Alba de mulleres (Vigo, Xerais, 2003)
- Sexo e lugar (Vigo, Xerais, 2006)
- María Mariño. Vida e obra (Vigo, Xerais, 2007)
- Casas anarquistas de mulleres libertarias (La Corunya-Santiago de Compostela, CNT, 2007)
- Uxío Novoneyra (Vigo, A Nosa Terra, 2009)
- Novoneyra: un cantor do Courel a Compostela. O poeta nos lugares dos seus libros (Noia, Toxosoutos, 2010)
- Feministas e libertarias (Santiago de Compostela, Meubook, 2010)
- Letras lilas (Lugo, Unión Libre, 2019)

## Poesia
- Estraña estranxeira (La Corunya, Biblioteca Virtual Galega, 2004)
- Un mundo de mulleres (Biblos, 2011)
- Lobo amor (Unión Libre, 2011)

## Narrativa
- Vermella con lobos (Vigo, Xerais, 2004)
- Atracción total (Vigo, Xerais, 2008)

## Edició i introducció
- Xosé Luís Méndez Ferrín, Con pólvora y magnolias (Vigo, Xerais, 1989)
- Uxío Novoneyra, Os eidos (Vigo, Xerais, 1990)
- Ricardo Carvalho Calero, Uma voz na Galiza (Barcelona, Sotelo Blanco, 1992)
- Luz Pozo Garza, Códice Calixtino (Vigo, Xerais, 1992)
- Luz Pozo Garza, Historias fidelísimas (Ourense, Linteo, 2003)
- Luz Pozo Garza, Memoria solar (Ourense, Linteo, [2004)
- Extranjera en su patria. Cuatro poetas gallegos. Rosalía de Castro. Manuel Antonio. Luís Pimentel. Luz Pozo Garza (Barcelona, Círculo de Lectores / Galaxia Gutenberg, 2005)
- Día das Letras Galegas 2007. María Mariño Carou (Universidade de Santiago de Compostela, 2007)